# 朴世暎
朴世暎（1993年7月26日—），韩国男子短道速滑运动员，2015年冬季世界大学生运动会男子1000米和男子1500米金牌得主、2017年亚洲冬季运动会男子1500米金牌得主、男子5000米接力银牌得主和男子500米铜牌得主。